# Tel Aviv Pioneers 2011-2012
Questa voce raccoglie le informazioni riguardanti i Tel Aviv Pioneers nelle competizioni ufficiali della stagione 2011-2012.

## Israel Football League 2011-2012

### Stagione regolare
| 9 dicembre 2011 | Tel Aviv Pioneers | 6 – 24 (0-2 0-8 6-6 0-8) | Tel Aviv-Jaffa Sabres | (46 spett.) |

| 16 dicembre 2011 | Tel Aviv Pioneers | 62 – 28 (8-8 30-6 8-0 16-14) | Beersheva Black Swarm | (68 spett.) |

| 31 dicembre 2011 | Tel Aviv Pioneers | 22 – 8 (16-8 6-0 0-0 0-0) | Haifa Underdogs | (84 spett.) |

| 13 gennaio 2012 | Acre Northern Stars | 0 – 52 (0-22 0-22 0-0 0-8) | Tel Aviv Pioneers | (24 spett.) |

| 26 gennaio 2012 | Herzliya Hammers | 8 – 44 (0-12 6-20 0-6 2-6) | Tel Aviv Pioneers | (116 spett.) |

| 10 febbraio 2012 | Tel Aviv Pioneers | 56 – 0 (20-0 20-0 0-0 16-0) | Acre Northern Stars | (38 spett.) |

| 18 febbraio 2012 | Haifa Underdogs | 8 – 34 (0-8 0-6 0-12 8-8) | Tel Aviv Pioneers | (29 spett.) |

| 24 febbraio 2012 | Jerusalem Lions | 54 – 28 (22-0 20-22 6-0 6-6) | Tel Aviv Pioneers | (263 spett.) |

| 3 marzo 2012 | Tel Aviv-Jaffa Sabres | 38 – 12 (0-6 18-6 20-0 0-0) | Tel Aviv Pioneers | (54 spett.) |

| 9 marzo 2012 | Tel Aviv Pioneers | 66 – 12 (6-6 22-0 16-0 22-6) | Herzliya Hammers | (96 spett.) |

### Playoff
| 16 marzo 2012 | Tel Aviv Pioneers | 34 – 6 (12-0 14-0 0-0 8-6) | Jerusalem Kings | (46 spett.) |

| 22 marzo 2012 | Jerusalem Lions | 22 – 66 (8-30 6-0 8-22 0-14) | Tel Aviv Pioneers | (432 spett.) |

| 30 marzo 2012 | Tel Aviv-Jaffa Sabres | 44 – 42 (14-8 14-20 0-0 16-14) | Tel Aviv Pioneers | (617 spett.) |

### Statistiche di squadra
| Competizione | %Vittorie | In casa | In casa | In casa | In casa | In casa | In casa | In trasferta | In trasferta | In trasferta | In trasferta | In trasferta | In trasferta | Totale | Totale | Totale | Totale | Totale | Totale |
| Competizione | %Vittorie | G       | V       | N       | P       | Pf      | Ps      | G            | V            | N            | P            | Pf           | Ps           | G      | V      | N      | P      | Pf     | Ps     |
| ------------ | --------- | ------- | ------- | ------- | ------- | ------- | ------- | ------------ | ------------ | ------------ | ------------ | ------------ | ------------ | ------ | ------ | ------ | ------ | ------ | ------ |
| Campionato   | .700      | 5       | 4       | 0       | 1       | 212     | 72      | 5            | 3            | 0            | 2            | 170          | 108          | 10     | 7      | 0      | 3      | 382    | 180    |
| Playoff      | 1.000     | 1       | 1       | 0       | 0       | 34      | 6       | 2            | 1            | 0            | 1            | 108          | 66           | 3      | 2      | 0      | 1      | 142    | 72     |
| Totale       | .692      | 6       | 5       | 0       | 1       | 246     | 78      | 7            | 4            | 0            | 3            | 278          | 174          | 13     | 9      | 0      | 4      | 524    | 252    |